# Lijst van afleveringen van Voetbalvrouwen
Dit is een lijst van afleveringen van de Nederlandse dramaserie Voetbalvrouwen. De serie telt drie seizoenen.

## Seizoenoverzicht
| Seizoen | Aantal afleveringen | Uitgezonden                       | Verschijningsdatum dvd |  |
| ------- | ------------------- | --------------------------------- | ---------------------- |  |
| 1       | 10                  | 18 maart 2007 – 27 mei 2007       | 18 januari 2008        |  |
| 2       | 13                  | 9 maart 2008 – 1 juni 2008        | 25 mei 2008            |  |
| 3       | 13                  | 30 oktober 2009 – 29 januari 2010 | 15 januari 2010        |  |

## Seizoen 1
Zender: Tien
- Voetbalvrouwen vertelt het verhaal van vier vrouwen van voetballers. Arjan Duivendrecht (Victor Löw) is coach van een voetbalteam dat net een nieuwe aankoop heeft gedaan: de bekende spits Danny Doornbos (Mike Weerts) zal zich bij het team voegen. Hierdoor verandert er het een en ander in de opstelling: de huidige spits, Jeffrey Woesthoff (Barry Atsma) moet wijken voor Danny.
- Ondertussen leidt Arjen een dubbelleven als travestiet; als dat door chanteurs aan het licht wordt gebracht, verliest hij het vertrouwen van de spelers en pleegt hij zelfmoord.
- Harry Reitsema (Herman Koch) neemt het over maar de veranderingen die hij doorvoert vallen niet in goede aarde, vooral niet bij Italo die voor "storend factor" wordt uitgemaakt. Reitsema komt bij een auto-ongeluk om het leven waarna Jeffrey als assistent-trainer wordt aangesteld.
- Ondertussen hebben de vrouwen andere dingen aan hun hoofd: de Brabantse Renske Veldman (Sophie van Oers) heeft met haar vriend Danny een nieuw huis gekregen, maar moet even wennen. Het leven van voetbalvrouw is nieuw voor haar en ze kan in het begin moeilijk omgaan met de andere drie vrouwen die zo'n leven al langer gewend zijn. Renske werkt met, zoals ze dat zelf zegt, verstandelijk beperkte kinderen maar wordt ontslagen omdat ze in de ogen van haar collega's te glamoureus is. Ondertussen worden Renske en Danny ongemerkt in de gaten gehouden door camera's. Eerst verdenken ze de buurman voor inbreuk van privacy. Uiteindelijk is het niet de buurman, maar Renskes stylist Falco. Hij wil Renske voor zichzelf houden, maar wordt in elkaar geslagen door Danny. De camera's zijn inmiddels uit hun huis verwijderd. Vlak voor haar huwelijk gaat Renske naar bed met een Chippendale maar besluit ter plekke dat ze dat niet wil. Het blijkt echter te laat want iedere keer dat ze het met Danny wil doen beleeft ze dat moment opnieuw.
- Liz Duivendrecht (Leontine Borsato) heeft een moeilijke relatie met haar man Arjan en vertoeft de hele dag op de manege die ze van hem cadeau heeft gekregen; liever ging ze naar Spanje om daar een manege te beginnen, en na de dood van Arjen lijkt dat een serieuze optie te gaan worden.
- Solange (Nicolette van Dam) is het huisslaafje van Italo Ferrero (Bas Muijs), ze probeert een onderbroekenlijn op te zetten voor hem om bekendheid te werven en gooit kalmeringspillen door z'n smoothies. Daardoor is Italo een beetje duf geworden en hij en Solange krijgen bezoek van Italo's moeder Giselle. Solange is hier niet blij mee omdat ze in Giselles ogen niets goed kan doen. Maar als ze ziet dat Italo vreemdgaat, vertrekt zij boos naar huis. Niet lang daarna ontwerpt Solange hondenkleding en dat betekent een internationale doorbraak voor Solange. Tenminste, dat denkt zij. Want nadat Italo een trip naar Milaan saboteert door haar paspoort achter te houden loopt Solange weg; uiteindelijk zwicht ze voor z'n huwelijksaanzoek maar stelt daarbij wel de voorwaarde dat ze beter wordt behandeld.
- Melanie (Lone van Roosendaal) tot slot werkt als presentatrice van een shownieuwsprogramma bij Talpa maar wordt ontslagen omdat ze te oud is. En daar komt ook nog bij dat haar man Jeffrey door de komst van Danny blijkbaar minder goed presteert. Ze probeert van alles om haar man weer naar een hogere positie te krijgen, waarvan zij uiteindelijk mee profiteert. Als Jeffrey in aanmerking komt voor een transfer naar Bahrein, smeert Mel de trap met groene zeep in omdat haar levensstijl en een islamitisch regime niet samengaan. Ook beraamt ze met Renske en Solange het plan om Harry Reitsema uit te schakelen. Weekblad Aktueel Sportief krijgt daar lucht van en de voetbalvrouwen worden meegenomen voor verhoor (terwijl Liz nog van niets weet).

| Nr. | #  | Titel               | Datum         |
| --- | -- | ------------------- | ------------- |
| 1 | 1  | Nieuw begin         | 18 maart 2007 |
| Wanneer Melanie Woesthoff en Solange (toen nog) de Reuver samen een vriendin van hen willen bezoeken, is diens huis afgezet door de politie. Als ze later een kijkje nemen, wordt duidelijk waarom haar huis is afgezet. De bewoonster is daar vermoord. Een jaar later gaat voor de getalenteerde Danny Doornbos zijn jongensdroom in vervulling wanneer hij een contract krijgt bij FC Heros. Samen met zijn vriendin Renske 'ruilt' hij de provincie Noord-Brabant in voor de wereldstad Amsterdam. Zij weet totaal niet waar ze als spelersvrouw aan toe is. Maar daar zal Solange, de sexy vriendin van speler Italo, snel verandering in brengen. Zij weet precies hoe de pers moet worden bespeeld. En hoe er met sexy vrouwelijke fans moet worden omgegaan. Bij FC Heros is niet iedereen gediend met de komst van de nieuwe spits met wereldklasse. Italo wordt gedegradeerd tot hulpspits en clubicoon Jeffrey krijgt zelfs de raad om uit te kijken naar een andere club. En daar ondervindt zijn echtgenote Melanie ook de nadelen van. Zelfs Liz, de echtgenote van trainer Arjan, ziet door de komst van Doornbos haar toekomst als een kaartenhuis in elkaar zakken. |    |                     |               |
| 2 | 2  | Verkooptechniek     | 25 maart 2007 |
| Italo Ferrero heeft een onderbroekenlijn laten ontwerpen. Zijn vriendin Solange moet de lingerie verkocht zien te krijgen en dat gaat haar tot haar eigen grote verbazing goed af. Melanie is stikjaloers op de goede band die Jeffrey nog altijd met zijn eerste echtgenote heeft. Ze vertrouwt het dan ook niet wanneer Natasja hem mee vraagt naar de fotoshoot die ze voor de Playboy doet. Liz is blij met de manege die haar echtgenoot Arjan voor haar heeft gekocht, maar ze ergert zich blauw aan de stalknecht die in het pakket zit. Renske stoort zich ook, maar dan wel aan haar opdringerige buurman. Die duikt te pas en te onpas op, zelfs tot in haar slaapkamer. |    |                     |               |
| 3 | 3  | Les in nederigheid  | 1 april 2007  |
| Renske probeert haar leven weer op te pikken nadat ze is ontsnapt aan een bomaanslag. Tot haar grote verrassing en ergernis komt haar hele doen en laten meteen in de krant. Melanie ergert zich blauw aan de hechte band die Jeffrey met zijn ex-vrouw Natasja heeft, zelfs nu zij borstkanker blijkt te hebben. Melanie is er als de dood voor dat de ziekte hen dichter bij elkaar zal brengen en ze probeert op slinkse wijze Jeffreys tijd in te vullen. Liz grijpt elke kans om haar echtgenoot te verleiden, maar Arjan toont meer interesse in de opstelling van Heros. Solange komt onder bizarre omstandigheden haar ouders in de stad tegen. Liz leert op de manege Rosanne kennen, een lesbienne die tijdens de eerste les al laat merken dat ze Liz meer dan leuk vindt. |    |                     |               |
| 4 | 4  | In de aanval        | 8 april 2007  |
| Renske voelt zich niet meer veilig sinds ze een camera heeft ontdekt in de slaapkamer en ze alarmeert de politie. Melanie werpt bij de voorzitter van FC Heros al haar charmes in de strijd om Jeffrey terug aan een basisplaats te helpen. Haar plannetje werkt. Maar net voor aanvang van de match laat Dylan weten dat zijn moeder een bloeding heeft gehad en stervende is. Melanie komt hierdoor voor een groot dilemma te staan. Liz laat de match aan zich voorbijgaan en ze gaat gezellig uit eten met Rosanne, de jonge vrouw die in haar manege leert paardrijden. Bij haar thuiskomst gaat Liz echter door het lint wanneer ze haar echtgenoot samen met de piepjonge Jamie in de zetel betrapt. Solange lijdt steeds meer onder de driftbuien van haar vriend Italo. Samen met Melanie zoekt ze naar een manier om zijn woede-uitbarstingen te temperen. |    |                     |               |
| 5 | 5  | Maskers af          | 15 april 2007 |
| Na de begrafenis van zijn moeder trekt de zestienjarige Dylan bij zijn vader Jeffrey en diens gezin in. Het ontgaat Melanie niet dat Rowena, het vriendinnetje van haar stiefzoon, wel heel erg veel belangstelling toont voor Jeffrey. Aan de andere kant krijgt Melanie gevoelens voor Dylan. Renske heeft het gevoel dat Danny haar niet meer begrijpt en ze zoekt steeds vaker steun bij Falco. Dat leidt tot een vreselijke onthulling. Liz heeft een hartsvriendin gevonden in Rosanne en ze deelt met haar zelfs het grote geheim van Arjan. Liz heeft namelijk ontdekt dat Arjan een travestiet is. Solange geeft Italo dagelijks meerdere kalmeringspillen om zijn driftbuien onder controle te houden. De geneesmiddelen hebben echter vooral een effect op zijn libido. Liz krijgt een zeer dreigend telefoontje. |    |                     |               |
| 6 | 6  | Zo vader, zo zoon   | 22 april 2007 |
| Renske voelt zich nutteloos sinds ze ontslagen is in het opvangtehuis voor mentaal gehandicapten. Danny probeert haar op te beuren, maar zijn verwennerijen maken geen indruk. Solange heeft het ook niet onder de markt. Haar schoonmoeder Giselle is immers ingetrokken om voor Italo te zorgen en ze grijpt elke kans om Solange duidelijk te maken dat ze geen goede voetbalvrouw is. Jeffrey is een avontuurtje begonnen met Rowena, het vriendinnetje van zijn zestienjarige zoon Dylan. Melanie gaat uit haar dak wanneer ze de twee betrapt en ze neemt revanche met Dylan. Jamie doet een opzienbarende bekentenis tegenover Liz. |    |                     |               |
| 7 | 7  | Een gokje           | 29 april 2007 |
| Melanie slooft zich uit om haar huwelijk te redden, maar Jeffrey is niet van plan om haar het overspel met zijn tienerzoon Dylan te vergeven. Voor de voetballer is een echtscheiding de enige oplossing. Danny probeert zijn gokverslaving voor Renske verborgen te houden, maar zij wordt achterdochtig. Solange slaat in paniek wanneer ze haar hondje Dushi nergens kan vinden, maar ze wordt ronduit hysterisch na het anonieme telefoontje en de harteloze reactie van Italo. Ze vraagt zelfs hulp van het Nederlandse publiek in haar zoektocht naar Dushi. Liz wil niet dat Arjan zichzelf en haar nog langer voor de gek houdt en ze gaat ontzettend ver om zijn vertrouwen te winnen. |    |                     |               |
| 8 | 8  | Aanbieding          | 13 mei 2007   |
| Solange is de gelukkigste vrouw van de wereld nu ze herenigd is met haar hondje Dushi. Ze schreeuwt haar geluk van de daken in alle bladen. Italo lacht groen en nog groener als blijkt dat Dushi een reclamecampagne in de wacht heeft gesleept. Melanies dag kan niet stuk. Jeffrey heeft immers het aanbod gekregen om twee seizoenen in Bahrein te gaan voetballen voor een gigasalaris. Renske en Danny hebben hun huwelijk aan een televisiezender verkocht om zijn gokschulden te betalen. Hun vrijgezellenavond verloopt totaal anders dan ze beiden hadden kunnen voorzien. Arjan is niet van plan om aan de chantage toe te geven, ook al dreigen zijn foto's als travestiet in de pers te belanden. |    |                     |               |
| 9 | 9  | De ware aard        | 20 mei 2007   |
| De voorzitter van Heros is niet te spreken over de foto's die van coach Arjan in de pers zijn opgedoken en hij dringt aan op ontslag. Ook Italo is van mening dat een coach die travestiet is niet kan en hij roept op tot een spelersopstand. Maar Arjan is niet van plan om zich zonder strijd te laten wegsturen. Renske ziet voortdurend de Chippendale voor ogen en ze kan niet meer met Danny vrijen. Ze voelt zich walgelijk en alle tips van haar vriendinnen zijn zeer welkom. Solanges hondje Dushi is uitgenodigd op een modebeurs in Milaan. Voor haar is dit een unieke kans om op eigen benen te staan, maar Italo heeft er alles voor over om haar in Amsterdam te houden. |    |                     |               |
| 10 | 10 | Begin van het einde | 27 mei 2007   |
| Arjan heeft zelfmoord gepleegd. Tijdens de begrafenis schittert Italo als enige speler van Heros door afwezigheid en onthult Jamie dat ze de dochter van de coach is. De vriendinnen maken zich zorgen over Liz en besluiten om de beurt bij haar langs te gaan en haar afleiding te bezorgen. Ook Solange heeft hulp nodig, want zij is bij Italo weggegaan. De nieuwe trainer van Heros wordt niet warm onthaald door de spelers. Zij ondervinden dat nieuwe bezems schoon vegen en de carrières van Jeffrey, Italo en Danny worden bedreigd. De voetbalvrouwen proberen op hun manier het tij te keren. Liz komt erachter hoe Jamie is verwekt, en dat biedt geheel onverwachte kansen. |    |                     |               |

## Seizoen 2
Zender: RTL 4
- De dames zijn weer op vrije voeten maar dat betekent nog niet dat ze buiten schot zijn; Renske wordt er nogmaals aan herinnerd dat zij contact heeft gehad met Reitsma's verstandelijk beperkte (en daarom verstoten) zoon. Bovendien zat er nog iemand bij hem in de auto; Solanges broer Mickey.
- Danny raakt geblesseerd en doet voor zIJn herstel beroep op een mental coach; hierdoor komt zIJn huwelijk onder spanning te staan. Renske zoekt troost bij Danny's vervanger Gio Goudzand (huurling van een Duitse club) op wie ze verliefd wordt. Renske kiest echter voor Danny, ook in de wetenschap dat Gio haar zwanger heeft gemaakt. Als ze Danny na de bevalling de waarheid vertelt, wil die niks meer met haar te maken hebben totdat het kind wordt ontvoerd door bijstandsmoeder Irma die sinds een bijna-aanrijding van Renske profiteert. Uiteindelijk komt alles weer goed: Danny besluit om een vader te zijn voor Renskes zoon en voor Gio is hier geen rol in weggelegd.
- Melanies zoon Dylan gaat – net als zijZELF – helemaal nieuw. Melanie heeft zich laten botoxen, terwijl Dylan zijn lange haar heeft afgeschoren en nu heel kort haar heeft. Maar Melanie heeft pech, want haar zus Madonna komt over uit Frankrijk. "Jij komt natuurlijk m'n zoon opeisen" bijt Mel haar toe, maar zonder eiceldonor Madonna zou er geen Diego zijn geweest. De jongens zijn dol op haar maar Madonna is niet welkom in huize Melanie en dus koopt ze het huis er naast. Melanie maakt Madonna geregeld uit voor Oprah Winfrey. Mel boft al helemaal niet dat Jeffrey alsnog naar Bahrein gaat en geeft Diego de opdracht om koorts te faken. Diego valt echter uit z'n rol waarna Mel achterblijft als een gebroken vrouw; ze probeert zich staande te houden door zich op te werpen/dringen als Dylans manager. Die zit daar echter niet op te wachten en ondertussen raakt Melanie nadat haar eigen magazine mislukt aan de drank verslaafd (net als Madonna), iets waar de pers maar al te graag bericht van doet; na een avondje stevig doorzakken (tot brakens toe) wordt ze wakker in een bed van de AA. Mel voelt zich echter te goed voor zo'n veredeld buurtcentrum en checkt zich binnen de kortste keren weer uit om thuis orde te scheppen; om te beginnen vliegt Madonna eruit. Dat Solange tijdelijk bij haar is ingetrokken komt Mel goed uit want Diego heeft besloten om voorgoed bij z'n tante te gaan wonen. Als Diego terugkeert naar huis blijkt ook zijn vader terug te zijn; Jeffrey heeft in het geheim twee tickets naar Bahrein besteld, waar hij samen met Diego naar terug wil keren. Diego komt hier echter achter en is boos en teleurgesteld omdat hij denkt dat zijn vader alleen gaat, terwijl zijn vader tevergeefs probeert uit te leggen hoe het zit om met z'n tweeën te gaan. Diego springt in het bijzijn van zijn ouders Jeffrey en Melanie - die inmiddels ook is gearriveerd - van het balkon en raakt in coma (dat achteraf in scène is gezet zodat Diego zo spoedig mogelijk bij Madonna kan wonen).

| Nr. | #  | Titel                    | Datum         |
| --- | -- | ------------------------ | ------------- |
| 11 | 1  | Horen, zien en zwijgen   | 9 maart 2008  |
| Het bizarre maar fatale auto-ongeval van voetbalcoach Harry Reitsma blijft spelersvrouw Renske dwarszitten. Haar achterdocht stijgt nog wanneer Melanie eist dat ze haar mond houdt over de hele zaak. Melanie is trouwens niet te genieten en dat heeft alles te maken met het bezoek van haar jongere zus Madonna. Ook het feit dat haar man Jeffrey slechts hulptrainer van Heros blijft, is een streep door de rekening van de mediageile Melanie. En haar make-over door Mari van de Ven loopt helemaal uit op een fiasco. Solange straalt sinds ze een kledingcollectie voor honden op de markt heeft gebracht. Ze verdient goed geld én haar vriend Italo is zo mak als een lammetje. Nochtans zet de blondine flink wat verleidelijke vallen op voor de voetballer. |    |                          |               |
| 12 | 2  | Schuld en boete          | 16 maart 2008 |
| Renske is bereid om tegen de politie te zwijgen over Reitsma's dood. Ze eist wel dat alle spelersvrouwen een som schenken aan Levensvreugde, de instelling waar de verstandelijk beperkte zoon van de verongelukte Heros-coach verblijft. Zowel Renske als Solange moedigen hun man aan om mee te gaan wanneer ze de cheque afgeven. De ene is het om de kinderen te doen, de andere om de positieve publiciteit. Jeffrey weet ondertussen ook dat Melanie schuld treft aan Reitsma's dood en hij besluit het aanbod van de club in Bahrein aan te nemen. Zo is hij eindelijk van haar leugens verlost. Ook Solange krijgt een bewijs in handen dat Italo nog altijd niet te vertrouwen is. De tienerdochter van hoofdcoach Carolus, Tessa, heeft een boontje voor Dylan. De jonge voetballer houdt echter de boot af. |    |                          |               |
| 13 | 3  | Eeuwige trouw            | 23 maart 2008 |
| Rutger en Liz brengen almaar meer tijd door met elkaar. Melanie is een wrak sinds Jeffrey haar in de steek heeft gelaten, tot ze zijn tienerzoon Dylan ziet schitteren op het veld. Ze beslist op dat moment de manager van de minderjarige voetballer te worden. Solange vertrouwt het niet dat de knappe dochter van de werkster komt schoonmaken en ze laat haar criminele broertje videocamera's in huis plaatsen. Zal Italo trouw blijven of geeft hij toe aan de verleiding? Renske weet dat Danny baalt omdat hij nog altijd geblesseerd is en ze probeert hem op te beuren. Hun uitje komt echter meteen in de pers. Melanie is razend wanneer haar zus Madonna de villa naast de hare koopt. |    |                          |               |
| 14 | 4  | Het clublied             | 30 maart 2008 |
| Danny is geblesseerd en gaat een zware periode tegemoet, want Heros bemoeit zich met alle aspecten van zijn revalidatie. De voetballer moet niet alleen oefeningen doen voor zijn knie, maar ook een dieet volgen en mediteren. Zelfs zijn seksleven wordt in de gaten gehouden. Net zoals dat van Italo. Hij heeft nog altijd niet door dat Solange camera's in hun villa heeft laten installeren en is zich dan ook van geen kwaad bewust wanneer hij aan de werkster zijn mannelijkheid bewijst. Solanges wereld stort in, maar na een telefoontje van haar moeder weet ze precies hoe ze revanche kan nemen. Rutger wordt elke dag wat meer verliefd op Liz, maar hij twijfelt aan haar gevoelens. Is ze echt gelukkig of wil ze alleen de erfenis van Arjan binnenhalen? Melanie is stikjaloers op de hechte band van haar zoontje Diego met tante Madonna. Ze wordt woest wanneer de jongen een echte piano van zijn tante krijgt, tot blijkt dat hij het Heros-clublied kan spelen. Als Diego samen met zijn moeder voor een wedstrijd van FC Heros gaat optreden, loopt het helemaal fout als Melanie weer eens "te diep in het glaasje heeft gekeken". |    |                          |               |
| 15 | 5  | Caravan                  | 6 april 2008  |
| De caravan van Solanges ouders staat nog altijd geparkeerd op de oprit van Italo's villa. De voetballer ergert zich blauw aan het luidruchtige volkje, maar moet voorlopig het onderspit delven. Liz heeft met de opbrengst van de manege een zeiljacht aangeschaft en ze viert deze aankoop met een party. Melanie heeft een rothumeur omdat haar optreden één groot fiasco was. Daar komt nog bij dat haar stiefzoon Dylan verliefd is geworden op een hoertje. Als de pers dat ontdekt is de carrière van de jonge voetballer om zeep. Danny is alleen nog begaan met zijn revalidatie, waardoor Renske zich verwaarloosd voelt en aandacht zoekt bij de charmante spits Gio. |    |                          |               |
| 16 | 6  | It's all in the game     | 13 april 2008 |
| Solange heeft de handen vol met de organisatie van haar huwelijk, maar het is zeer de vraag of ze ooit haar jawoord aan Italo zal kunnen geven. Haar vader eist immers dat Italo haar hand vraagt en voor de voetballer is dat de spreekwoordelijke druppel. Liz organiseert op haar zeiljacht een pokertornooi en ze nodigt Solanges moeder uit als eregast. De vrouw gaat helemaal op in het spel en deinst er zelfs niet voor terug om haar woonwagen in te zetten. Renske organiseert ondertussen een strandvolleybaltoernooi met de spelers van Heros ten voordele van de verstandelijk beperkten. Danny kan niet deelnemen aan de activiteiten en hij reageert zijn frustraties af op Renske, met als gevolg dat zij troost zoekt in de armen van Gio. |    |                          |               |
| 17 | 7  | Groot nieuws             | 20 april 2008 |
| Solange is nerveus omdat de organisatie van haar bruiloft niet opschiet, maar ze krijgt pas echt stress als blijkt dat haar criminele broertje Mickey cocaïne in de villa heeft verstopt. Ook Renske is van slag. De zwangerschapstest is positief uitgedraaid en ze weet niet of het kindje wel van Danny is. Renske weet zich echt geen raad en dit keer kunnen haar vriendinnen haar niet helpen. Feit is dat Danny het grote nieuws achterhaalt en hij is in de wolken. Melanie stapt in de voetsporen van Linda de Mol en bereidt het eerste nummer van haar eigen magazine voor. Ze wil actrice/presentatrice Froukje de Both strikken voor een reportage, maar tot haar grote frustratie opent haar naam niet bij iedereen de deuren. Liz leert een interessante man kennen. |    |                          |               |
| 18 | 8  | Schijn bedriegt          | 27 april 2008 |
| Italo heeft de woonwagen van Solanges ouders laten wegtakelen naar de spoorweg. In de buurt van de ingang van de Schipholspoortunnel nota bene. Zij is hier niet over te spreken en heeft als straf hun huwelijk afgeblazen. En dat is een streep door de rekening van de macho voetballer. Ook Melanie voelt zich ellendig sinds ze in een magazine een foto van Jeffrey met een bloedmooi en piepjong fotomodel heeft gezien. Melanie wil koste wat het kost bewijzen dat ze ook nog sexy is en ze begint een zielige kroegentocht. Liz lijkt haar man te hebben gevonden. De lunch met Oberon smaakt naar meer en ze gaat in op zijn invitatie om samen met zijn ouders te dineren. De zwangere Renske slooft zich nog altijd uit voor de alleenstaande moeder die ze heeft aangereden. Rutger Carolus, de trainer van Heros, verliest zijn zelfbeheersing wanneer hij zijn tienerdochter Tessa in de kleedkamer betrapt met een van zijn spelers. |    |                          |               |
| 19 | 9  | De vrijgezellen          | 4 mei 2008    |
| Melanie is opgenomen in een ontwenningskliniek en de verleiding is groot om op te stappen. Maar het besef dat Jeffrey in haar gelooft, is haar grote motivatie om haar drankprobleem aan te pakken. Madonna en Solange zijn nieuwsgierig naar de man in het leven van Liz en ze grijpen de eerste de beste kans om zich voor te stellen. Irma maakt schaamteloos misbruik van het geld en de goede zorgen van Renske en Danny, maar zij zijn niet langer van plan om zich te laten chanteren. Hoewel Italo zich verontschuldigt heeft bij Solanges vader is het nog altijd de vraag of hun huwelijk zal doorgaan. Het zal hun vrienden en vriendinnen een zorg wezen en zij trakteren de twee op een onvergetelijke vrijgezellenavond. |    |                          |               |
| 20 | 10 | Onverwachte wending      | 11 mei 2008   |
| Renske heeft haar man nog steeds niet verteld dat ze waarschijnlijk zwanger is van zijn ploegmaat Gio, maar ze beseft dat het grote gesprek niet meer kan worden uitgesteld. Over twee maanden moet ze immers bevallen. Ook Solange voelt zich allesbehalve happy in de menage à trois, waarin ze verzeild is geraakt omdat ze Italo aan het altaar heeft laten staan. Ze kan zijn wettelijke echtgenote, de piepjonge Tessa, wel wurgen maar vertikt het voorlopig om de villa te verlaten. Madonna pakt wel haar koffers.Zij heeft er genoeg van om de problemen van haar zus Melanie op te lossen en als dank uitgescholden te worden. |    |                          |               |
| 21 | 11 | Omkoopschandaal          | 18 mei 2008   |
| De hoogzwangere Renske is een wrak omdat Danny haar nog altijd niet wil zien. Ze wordt gek alleen in haar grote huis en overweegt om naar haar ouders terug te keren. Solange daarentegen ziet het leven weer door een roze bril. Sinds ze weet dat Italo nog niet geslapen heeft met Tessa is ze er zeker van dat de voetballer in no time weer helemaal van haar zal zijn. Liz heeft het hart van haar edelman al veroverd, maar het is de vraag of ze al klaar is voor een huwelijk. De politie verdenkt Jokke, de voorzitter van Heros, ervan betrokken te zijn bij het omkoopschandaal en houdt hem aan. |    |                          |               |
| 22 | 12 | Race tegen de klok       | 25 mei 2008   |
| Niets staat nu nog het geluk van Renske en Danny in de weg, zo lijkt het. Solange raakt ver heen. Italo moet een race tegen de klok houden. Liz hervindt zichzelf. Melanie zet alles op alles om Jeffrey terug te winnen, maar of dat genoeg is? |    |                          |               |
| 23 | 13 | Moederziel en kinderleed | 1 juni 2008   |

## Seizoen 3
Zender: RTL 4
- Sinds ze is getrouwd verwaarloost Solange zichzelf; ze ligt de hele dag op de bank in een trainingspak en vreet de kilo's eraan. "Ik werk aan m'n innerlijk" beweert ze, maar Italo weigert dat te geloven ("Jij hebt helemaal geen innerlijk"); hij is het spuugzat om "het lachertje van de club" te zijn en thuis te moeten worden opgewacht "door de zus van Dik Trom". Italo dreigt met een creditcardblokkering en een scheiding als ze niet snel maatregelen neemt. Solange wordt aangereden door Rutger (die ter plekke de zwangere Liz kwijtraakt) en ondergaat plastische chirurgie. Als ze weer thuiskomt denkt ze dat ze is verwisseld omdat Dushi haar niet herkent, maar Dushi blijkt verwisseld met de hond van styliste Kate de Witte. Verder maakt Solange kennis met Mickeys aanstaande Roswita; dat Roswita ook op vrouwen valt is voor haar een afknapper. Italo daarentegen ziet een triootje wel zitten, en regelt een afspraakje in een hotel. Mickey is woedend als hij daarachter komt.
- Na een tijdje bij haar ouders te hebben gelogeerd besluit Renske om bij Danny weg te gaan en terug te keren naar Brabant. Tenminste, dat is het plan; Gio neemt haar en Levi in huis en maakt zich nog veel minder geliefd bij Danny door diens plek aangewezen te krijgen na de blamerende seizoensstart. Hoewel Danny kapot is van de breuk, lijkt hij afleiding te hebben gevonden bij Kate. Renske komt erachter dat Gio achter haar rug om met zijn ex Shirley naar zijn ouders is gegaan om Levi te laten zien. Ze wil alsnog weg, maar dan dreigt Gio met een voogdijzaak. Dankzij Danny bindt hij in.
- Ondertussen heeft Kate haar eigen problemen; ze wordt lastiggevallen door pornoregisseur Alex die nog een rekening heeft te vereffenen. Hij dreigt de film die hij ooit met Kate heeft gemaakt op het web te zetten als zij hem niet snel een ton betaalt. Kate komt erachter dat Alex nog steeds op jonge meisjes geilt en zet een val voor hem uit; ze doet alsof ze hem zijn zin geeft en laat hem alles bekennen voor het oog van een verstopte camera. Kate besluit om de tape in haar voordeel te gebruiken; Danny kan dat niet aan en gaat aan de coke.
- Diego ligt in coma en zijn toestand lijkt niet te veranderen; lijkt, want hij voert een toneelstukje op omdat hij niet meer bij Mel wil wonen maar bij Madonna. Bij thuiskomst blijft Diego nog een tijdje toneelspelen vanuit zijn elektronische rolstoel. Jeffrey dreigt de maandelijkse toelage stop te zetten als Mel Diego niet naar Madonna laat gaan. Er komt nog meer slecht nieuws; Mels vader Dirk, die herstellende is van een herseninfarct, heeft zijn huis in Frankrijk verkocht om bij zijn dochter te gaan wonen. Mel schuift deze verantwoordelijkheid op Madonna af en eist dat Diego uit de buurt van opa blijft. Als Diego een stapel achtergehouden briefkaarten vindt wil hij ook weten waarom. Op vierjarige leeftijd kreeg Diego een pak slaag omdat hij uit de kelder was ontsnapt waar hij moest blijven omdat hij ongehoorzaam was; dit schoot Mel in het verkeerde keelgat, vooral omdat ze zelf heel wat klappen heeft opgevangen. De zogenaamd linkse Dirk geeft het toe maar betreurt het ook dat Mel met de verkeerde mensen omging en haar dagen vult met shoppen en zuipen; Madonna toonde tenminste creativiteit. "Omdat ik steeds binnen moest blijven". Als Dirk met zijn rollator in het water dreigt te vallen toont hij eindelijk berouw. De band tussen vader en dochter lijkt herstellende totdat Dirk tijdens het vissen komt te overlijden; daar komt ook bij dat Diego alsnog bij Madonna is ingetrokken omdat Mel is vergeten hem af te halen. Langzaam maar zeker komt Madonna's ware aard naar boven; ze doet er alles aan om Mel op afstand te houden en Diego van zijn vertrouwde omgeving los te weken. Mel mist daardoor Dirks crematie. Ze vindt troost bij de nieuwe Heros-aanwinst Kofi Akua die bij haar inwoont.
- De club krijgt een nieuwe (Oekraïense) voorzitter. Als deze op een dag zogenaamd op expeditie gaat, schuift hij zijn vrouw Oksana naar voren. Gio wordt verliefd op Oksana, maar die wil daar niks van weten.

| Nr. | #  | Titel                 | Datum            |
| --- | -- | --------------------- | ---------------- |
| 24 | 1  | Nieuw bloed           | 30 oktober 2009  |
| Het glamourbestaan van Liz, Melanie, Renske en Solange komt flink onder druk te staan door de komst van een opvallende dame: visagist Kate. Tijdens een sexy fotoshoot bij voetvalclub Heros komt Danny in contact met haar. Inmiddels heeft Renske Danny verlaten en is ingetrokken bij Gio, samen met haar zoontje Levi. Niets staat Danny meer in de weg om Kate beter te leren kennen en al snel wordt hij verliefd op haar. Nu Solange is getrouwd met de opvliegende Italo let ze niet meer zo op de pondjes, de buit is immers binnen. Dit leidt tot grote frustratie bij Italo, die zijn vrouw met de dag ronder ziet worden. Voetbaltrainer Rutger is eindelijk zo ver dat hij zijn Liz ten huwelijk gaat vragen. Hij doet dat op een heel romantische manier en Liz is dolgelukkig. Maar hoelang duurt dat geluk? Ondertussen doet Diego alsof hij nog steeds in coma ligt, waarop Melanie besluit om over te gaan op euthanasie. Maar dan verschijnt tante Madonna in het ziekenhuis en kan Diego niet langer toneelspelen. |    |                       |                  |
| 25 | 2  | Het drama             | 6 november 2009  |
| Italo werkt een fitnessprogramma uit zodat zijn echtgenote Solange de nodige kilootjes kan afvallen. De blondine heeft echter geen zin in fysieke inspanningen en lapt het programma aan haar laas. Melanie probeert voor Diego te zorgen, maar hij werkt niet echt mee. Danny begint een relatie met Kate, de mysterieuze visagiste die hij tijdens een fotoshoot heeft ontmoet. Ook de toekomst van Liz en Rutger ziet er rooskleurig uit, want ze gaan trouwen. Maar onderweg naar hun bescheiden trouwerij krijgen ze een ongeval. |    |                       |                  |
| 26 | 3  | Oude bekende          | 13 november 2009 |
| Na het dramatische ongeval waarbij Liz gestorven is, ondergaat Solange plastische chirurgie. Tot haar grote schrik herkent ze zichzelf niet meer. Renske maakt het uit met Gio omdat hij niet echt in haar geïnteresseerd is. Ze keert terug naar haar geboortedorp Zundert. Madonna verwijt Melanie dat ze niet goed voor Diego zorgt en ze wil de jongen zelf in huis nemen. Visagiste Kate wordt onaangenaam verrast door Alex, een regisseur die ze uit een ver verleden blijkt te kennen. Het jonge voetbaltalent Kofi raakt bevriend met Diego. Melanie besluit hier munt uit te slaan en ze begint meteen aan de onderhandelingen met Jokke. |    |                       |                  |
| 27 | 4  | Russische roulette    | 20 november 2009 |
| Madonna neemt Diego mee naar huis als blijkt dat Melanie de energierekeningen niet meer kan betalen. Visagiste Kate trekt bij haar geliefde Danny in. Ze zou op wolkjes moeten lopen, maar feit is dat ze nog altijd gechanteerd wordt door pornoregisseur Alex. Hij wil geld zien voor de onafgemaakte pornofilm. Heros krijgt een nieuwe voorzitter, de Russische oliemiljardair Oleg. Hij wil dat zijn vrouw Oksana opgenomen wordt in het clubje van de voetbalvrouwen en gaat heel ver om dat voor elkaar te krijgen. Ton wil een kleinzoon voor zijn verjaardag. Dit zet Solange en Italo aan het denken over een baby. |    |                       |                  |
| 28 | 5  | Vader                 | 27 november 2009 |
| Melanie en Madonna krijgen totaal onverwacht het bezoek van hun vader. Heros-trainer Rutger is niet meer zichzelf sinds het overlijden van Liz. Oksana raadt hem de wodkafles aan. Volgens haar helpt het drankje tegen alles. Kofi wordt de nieuwe sterspeler van Heros. Kate besluit mee te doen aan de nieuwe film van Alex. Mickey heeft een nieuwe vriendin, Roswita. Zij heeft ook opvallend veel interesse in Solange. |    |                       |                  |
| 29 | 6  | Uitweg                | 4 december 2009  |
| Oksana, de echtgenote van de Russische clubvoorzitter, wordt verliefd op Gio. Danny kan alle aandacht rond Kate niet aan en hij probeert met coke zijn zorgen te vergeten. Italo wil een trio als blijkt dat Solange met Roswita heeft gezoend. Melanie en haar vader Dirk leggen de ruzie uit het verleden bij en zetten zo Madonna buiten spel. Als Dirk plots komt te overlijden, zoekt Melanie troost bij Kofi. |    |                       |                  |
| 30 | 7  | Geld                  | 11 december 2009 |
| Solange vindt in de kleerkast het spaargeld van Italo en ze wordt doodsbang voor inbrekers. Ze moet en zal een veilige plaats vinden voor de gigantische som, want Italo heeft geen vertrouwen meer in de bank sinds de kredietcrisis. Het pornofragment van Kate circuleert nog altijd op het internet. Danny vindt dit zeer vervelend en hij kan niet meer functioneren zonder coke. Hij verzwijgt dit voor Kate, maar gedraagt zich wel hyper en opgefokt. Diego voelt zich verraden omdat Melanie een relatie is begonnen met Kofi en de jongen is bij zijn tante Madonna gaan wonen. Oksana wil niet vreemdgaan en ze wringt zich in bochten om Gio te ontwijken. |    |                       |                  |
| 31 | 8  | Creatief denken       | 18 december 2009 |
| Madonna gaat zich steeds vreemder gedragen tegenover Diego. Solange heeft het spaargeld van Italo laten ontploffen. Ze beseft dat ze dit keer de hoofdvogel heeft afgeschoten en ze vraagt haar vader en broer om raad. Melanie is razend wanneer ze ontdekt dat Kofi minderjarig is. Na een wild feest bij Heros met coke en geflirt wordt Danny beschuldigd van verkrachting door ene Lisa. De ontvoering van haar echtgenoot Oleg geeft Oksana de kans om zich op Gio te storten. |    |                       |                  |
| 32 | 9  | Ontvoerd              | 1 januari 2010   |
| Solange is ten einde raad omdat ze het spaargeld van Italo heeft laten opblazen. Ze moet snel aan vijf ton zien te geraken, maar op de hulp van haar familie kan ze dit keer niet rekenen. Enkele uren later hebben haar vader en broer zich bedacht en gaan tot de actie over. Ze ontvoeren de Russische oliemiljardair Oleg en willen één miljoen losgeld opstrijken. Solange verliest de pedalen als ze verneemt hoe de vork aan de steel zit. Ondertussen beleeft Olegs echtgenote Oksana passionele uren met voetballer Gio. Danny belooft aan Kate dat hij geen cocaïne meer zal gebruiken. Maar op een feestje laat hij zich helemaal gaan met drugs, alcohol en andere vrouwen. Melanie onthult haar romance met Kofi aan de buitenwereld, maar de bom barst als blijkt dat hij minderjarig is. Diego begrijpt niet wat er aan de hand is met tante Madonna. Ze koopt immers meisjeskleren voor hem en wil hem schminken. |    |                       |                  |
| 33 | 10 | Tante Madonna         | 8 januari 2010   |
| Solange kan het niet over haar hart krijgen om Oleg uit de weg te ruimen. Oksana besluit dan maar om hem te 'bevrijden' en met hem naar huis te gaan, terwijl ze haar kans afwacht om hem af te maken. Kate kan het slippertje van Danny met de stewardess niet vergeten. Ze ziet maar één oplossing voor haar probleem: zelf een scheve schaats rijden. Melanie en Kofi willen Diego bevrijden uit de klauwen van de dolgedraaide Madonna. Geen dag te vroeg, want de tiener wordt er door zijn gekke tante in een vrouwenkleed op een stoel vastgebonden. |    |                       |                  |
| 34 | 11 | Voorzorgen            | 15 januari 2010  |
| Oksana koopt een wapen, want ze vreest dat Oleg haar en Gio zal afmaken. Ze worden er helemaal paranoïde van en zien en horen Oleg overal. Maar de Russische oliemiljardair heeft zijn zinnen gezet op Solange en probeert haar te overtuigen om met hem te trouwen. Melanie en Kate krijgen een nominatie voor stijlvolste glamourvrouw van het jaar. Voor Kate heeft de prijs weinig belang, want ze wil haar leven een zinvolle wending geven en besluit de modewereld vaarwel te zeggen. |    |                       |                  |
| 35 | 12 | Oost west, thuis best | 22 januari 2010  |
| Melanie wil haar huwelijk met Kofi voorbereiden, tot zijn familie voor de deur staat en ze ontdekt dat hij is uitgehuwelijkt aan een Ghanees meisje. Gio vindt dat Oksana koopziek is. Zij ontkent haar probleem en belooft dat ze de komende week slechts 50 euro zal spenderen. Wanneer ze een mooi jurkje ziet in de etalage, besluit ze het dan ook te stelen. Kate wil zich inzetten voor het goede doel en vraagt aan de familie van Kofi of ze iets in hun dorp in Ghana kan doen. Ook voor Danny breken spannende tijden aan, want Real Madrid wil hem kopen. Italo en Solange wachten in spanning op de komst van hun adoptiekindje. Solange is in de zevende hemel, tot ze ontdekt dat het een jongetje is. |    |                       |                  |
| 36 | 13 | De bedreigde bruid    | 29 januari 2010  |
| Gio schrikt zich een bult wanneer hij 's morgens een cameraploeg in de slaapkamer ziet. Oksana heeft hen uitgenodigd, want ze wil een docusoap over hun leven maken. Solange en Italo krijgen het bezoek van de kinderbescherming. Ze willen Bonnie meenemen, maar dat is buiten Solange gerekend. Melanie bereidt zich voor op haar doopsel, want anders mag ze niet met Kofi trouwen. Maar dan ontdekt ze dat Abba zwanger is van Diego. Danny zet Kate onder druk: als ze naar Ghana vertrekt, is hun relatie voorbij. Madonna ontsnapt uit de instelling en maakt van de bruiloft van Kofi en Melanie letterlijk een bloedbad. |    |                       |                  |